# Gloria Vanderbilt
Gloria Laura Vanderbilt (ur. 20 lutego 1924 w Nowym Jorku, zm. 17 czerwca 2019 tamże) – amerykańska artystka, aktorka i bywalczyni salonów, znana najbardziej jako twórczyni jednych z pierwszych ekskluzywnych dżinsów. Była członkiem zamożnej rodziny Vanderbiltów. Jej pra-pra-dziadek (Cornelius Vanderbilt) wzbogacił się, budując koleje. 

## Życiorys
Ojciec Reginald pozostawił jej czteromilionowy fundusz powierniczy, którym zarządzała jej matka, również Gloria. We dwie często przebywały w Paryżu. Matka nie była zbyt odpowiedzialna, a jej siostra bliźniaczka Thelma była kochanką księcia Walii (Edwarda VIII). Po procesie sądowym opiekę nad dzieckiem przejęła ciotka ze strony ojca, Gertrude Vanderbilt Whitney, rzeźbiarka i filantropka.
Ukończyła nowojorską szkołę artystyczną Arts Student League. Gdy osiągnęła pełnoletniość, ostatecznie odebrała matce jej już i tak skromne dochody z trustu, po czym natychmiast uciekła do Hollywood. Nastąpił szereg małżeństw: agent filmowy, dyrygent (polskiego pochodzenia) Leopold Stokowski (dwóch synów), reżyser Sidney Lumet, scenarzysta. Po rozwodzie z Lumetem wyszła za Wyatta Emorego Coopera (dwóch synów). Carter, syn z tego ostatniego małżeństwa, w lipcu 1988 roku wyskoczył z okna na 14. piętrze na oczach matki z powodu depresji lub stresu albo pod wpływem alergii na lek przeciw astmie – Gloria opisała to w książce Black Night, White Night. Drugi z tych synów to Anderson Cooper, znany reporter CNN.
Gloria malowała obrazy, projektowała pościel, porcelanę, sztućce. W latach 70. sprzedawała prawa do oznaczania swoim imieniem i nazwiskiem okularów, perfum, ubrań; tak powstały również dżinsy z napisem „Gloria Vanderbilt” na tylnej kieszeni, produkowane przez przedsiębiorstwo Murjani Corporation. Promowała firmowane przez siebie produkty w telewizyjnych reklamach – logo w formie łabędzia stało się powszechnie rozpoznawane. 
Stała się inspiracją dla postaci Holly Golightly w „Śniadaniu u Tiffany'ego” autorstwa jej przyjaciela - Trumana Capotego.
Zmarła 17 czerwca 2019 w wieku 95 lat na raka żołądka w swoim domu na Manhattanie w Nowym Jorku.